# Zeyheria
Zeyheria — рід рослин родини біньйонієвих.
Рослини цього роду ростуть в Південній Америці.
Представлений видами:
- Zeyheria montana, Mart.
- Zeyheria tuberculosa, Burman